# Жозеф Н'До
Жозеф Н'До (фр. Joseph Ndo, нар. 28 квітня 1976, Яунде) — камерунський футболіст, що грав на позиції півзахисника.
Більшу частину кар'єри провів у Ірландії, стаючи чемпіоном країни з трьома різними клубами. Також грав за національну збірну Камеруну, у складі якої став дворазовим чемпіоном Африки і був учасником двох чемпіонатів світу і двох Кубків африканських націй.

## Клубна кар'єра
Народився 28 квітня 1976 року в місті Яунде. Вихованець футбольної школи клубу «Канон Яунде», де і розпочав свою ігрову кар'єру, а з 1997 року став виступати за інший місцевий клуб «Котон Спорт», з яким двічі поспіль став чемпіоном Камеруну.
У сезоні 1998/99 виступав у клубі вищого швейцарського дивізіону «Ксамакс», був гравцем основного складу (28 ігор, 4 голи). Потім два сезони грав у Франції за «Страсбур», в першому сезоні провів 25 ігор за основний склад в вищому дивізіоні, а у другому — лише шість матчів за фарм-клуб в одній з нижчих ліг.
Згодом з 2001 року грав в Азії, спочатку за саудівський «Аль-Халідж», а потіи за китайський «Ченду Блейдс».

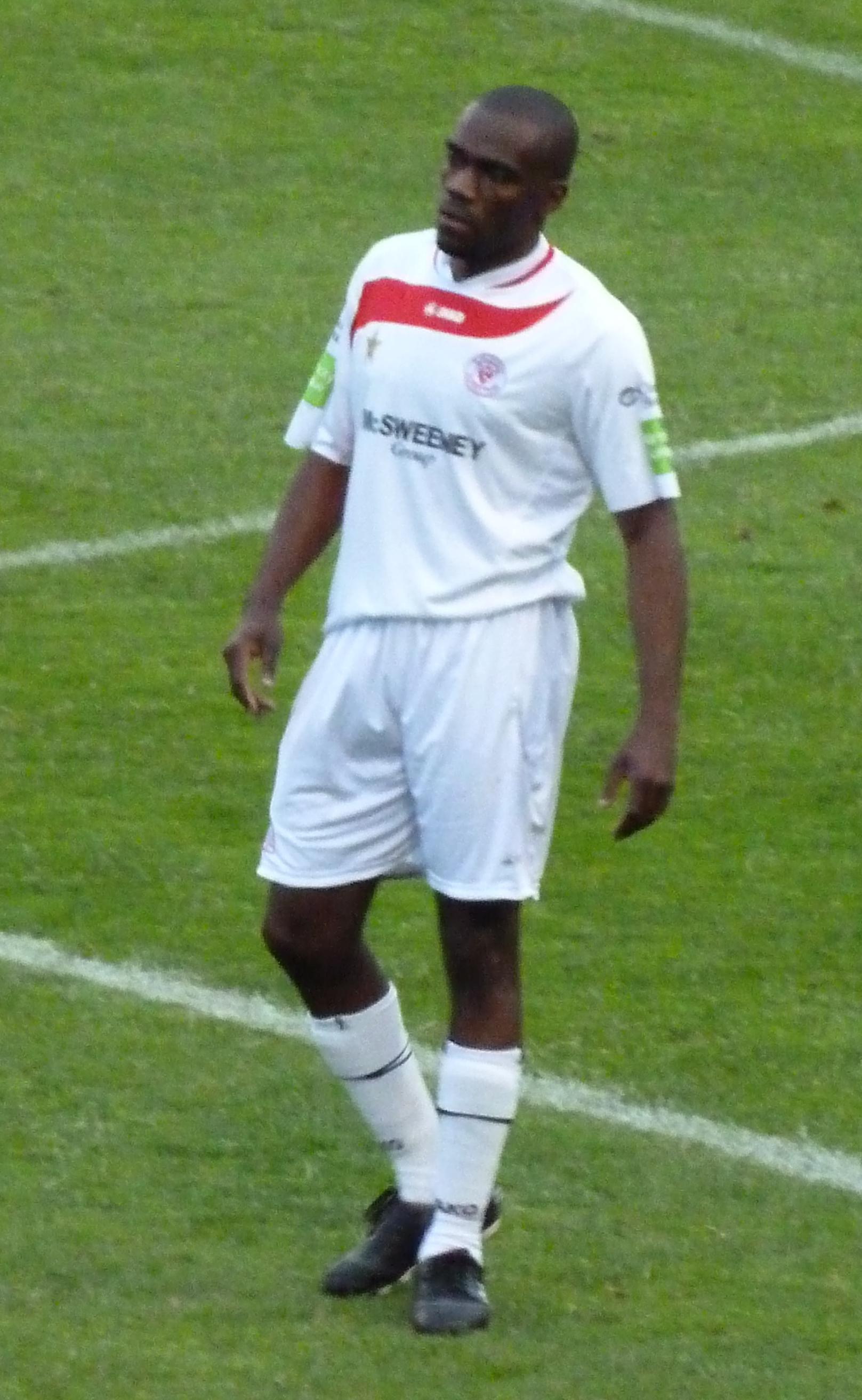
Жозеф Н'До у 2011 році під час виступів за «Слайго Роверс».

2004 року повернувся до Європи, де один сезон пограв за ірландський «Сент-Патрікс Атлетік», після чого перейшов у «Шелбурн», з яким став дворазовим чемпіоном Ірландії. На початку 2007 року повернувся в «Сент-Патрікс Атлетік», де цього разу не став основним гравцем і здавався в оренду в «Шемрок Роверс».
У сезоні 2009 року грав за «Богеміан», здобувши чемпіонський титул, після чого став гравцем «Слайго Роверс». Відіграв за команду з містечка Слайго наступні чотири сезони своєї ігрової кар'єри і за цей час виграв чемпіонат крани і три Кубка Ірландії
Завершив професійну ігрову кар'єру у клубі «Лімерик», де недовго виступав протягом 2014 року на правах оренди. В подальшому був гравцем та тренером низки ірландських аматорських клубів.

## Виступи за збірну
1998 року дебютував в офіційних матчах у складі національної збірної Камеруну і того ж року поїхав з командою на чемпіонат світу 1998 року у Франції, де був основним гравцем, зігравши у всіх трьох матчах.
В подальшому Н'До зі збірною двічі поспіль виграв Кубок африканських націй — 2000 року у Гані та Нігерії, а також 2002 року у Малі, зігравши відповідно два і один матч на турнірах.
Останнім великим турніром для Жозефа став чемпіонат світу 2002 року в Японії і Південній Кореї. Втім на ньому Н'До не провів жодного матчу і після турніру більше до лав збірної не залучався. Всього ж протягом кар'єри у національній команді, яка тривала 6 років, провів у формі головної команди країни 21 матч, забивши 2 голи.

## Титули і досягнення
- Чемпіон Камеруну (2):

«Котон Спорт»: 1997, 1998
- Чемпіон Ірландії (4):

«Шелбурн»: 2004, 2006
«Богеміан»: 2009
«Слайго Роверс»: 2012
- Володар Кубка Ірландії (3):

«Слайго Роверс»: 2010, 2011, 2013
- Володар Кубка ірландської ліги (2):

«Богеміан»: 2009
«Слайго Роверс»: 2010
- Переможець Кубка африканських націй: 2000, 2002
- Найкращий гравець чемпіонату Ірландії за версією Асоціації професійних футболістів Ірландії: 2006[6]